# The Witcher (franquia)
The Witcher (em polonês: Wiedźmin) é uma franquia originada na Polônia que compõe-se de livros, histórias em quadrinhos, um filme, jogos de tabuleiro, jogos de cartas, videogames e, mais recentemente, uma série de televisão , os quais difundiram a marca mundialmente.
Teve início no ano de 1986, quando o polonês Andrzej Sapkowski escreveu um conto chamado Wiedźmin (em português: O bruxo) para um concurso realizado pela revista Fantastyka. A história acabou ficando em terceiro lugar, mas obteve um grande sucesso. Sendo assim, Sapkowski continuou escrevendo novos contos sobre o bruxo Geralt de Rívia, personagem abordado em Wiedźmin. Hoje, os contos fazem parte da cultura popular de diversos países do Leste Europeu, assim como os romances lançados em seguida por Sapkowski, os quais formam o arco Saga o wiedźminie (Saga do Bruxo, em tradução livre).
O imenso sucesso dos contos e romances gerou inúmeras adaptações do trabalho de Sapkowski, como o filme polonês The Hexer (Wiedźmin no original) e a bem-sucedida série de videogames The Witcher, da empresa CD Projekt, que popularizaram o termo "The Witcher" (tradução direta de "Wiedźmin" para o inglês) pelo mundo.

## Livros
Escritos por Andrzej Sapkowski, os livros começaram a ser publicados na Polônia a partir de 1990 com a coleção de contos Wiedźmin, da editora Reporter, que hoje se encontra fora de catálogo. Subsequentemente, todos os contos que envolviam Geralt neste livro foram republicados pela editora superNOWA (junto de três histórias adicionais) na coleção O Último Desejo, que estabeleceu-se como primeiro livro da série Wiedźmin em termos de cronologia e tornou Wiedźmin (1990) obsoleto. Além de mais uma coleção de contos (A Espada do Destino, publicada antes de O Último Desejo mas situada depois deste cronologicamente), a série de livros Wiedźmin conta também com cinco romances que formam o segmento Saga o wiedźminie (Saga do Bruxo, em tradução literal).
No Brasil, os oito livros da série se encontram disponíveis. Os dois primeiros, 'O último desejo' e 'A espada do destino', trazem contos que servem como uma espécie de introdução à história narrada a partir do terceiro volume, 'O sangue dos elfos'. Depois, na ordem, vêm 'Tempo do desprezo', 'Batismo de fogo', 'A torre da andorinha' e 'A senhora do lago'. A coleção conta ainda com um prelúdio: 'Tempo de tempestade'.

## Histórias em quadrinhos
De 1993 a 1995, as histórias de Sapkowski foram adaptadas para seis álbuns de quadrinhos por Maciej Parowski (história), Bogusław Polch (arte), e o próprio Sapkowski. São elas:
- Droga bez powrotu (O Caminho Sem Retorno, baseado no conto "Droga, z której się nie wraca")
- Geralt (baseado no conto "O bruxo")
- Mniejsze zło (Mal Menor)
- Ostatnie życzenie (O Último Desejo)
- Granica możliwości (O Limite do Possível)
- Zdrada (Traição, baseado numa ideia não utilizada para um conto)

No dia 11 de outubro de 2013, a Dark Horse Comics anunciou uma série de quadrinhos chamada The Witcher, baseando-se na série de jogos eletrônicos de mesmo nome da CD Projekt. O primeiro volume, The Witcher: House of Glass (A Casa de Vidro), com a arte da capa realizada por Mike Mignola, foi publicado em setembro de 2014. Uma segunda série de histórias em quadrinhos, intitulada The Witcher: Fox Children (Os Filhos da Raposa), foi publicada em 2015.

## Cinema e televisão
Um filme chamado Wiedźmin estreou em 2001 nos cinemas poloneses. Dirigido por Marek Brodzki, Michał Żebrowski atuou como Geralt. Posteriormente, quando lançado em outros países, o longa foi traduzido para The Hexer. Uma série de TV de mesmo nome também dirigida por Marek Brodzki e baseada no mesmo filme foi lançada em 2002, tendo 13 capítulos no total.
Após o sucesso do jogo The Witcher 3: Wild Hunt, a Sean Daniel Company, empresa responsável pelos longas A Múmia e Ben-Hur, anunciou um filme baseado nos contos de Andrzej Sapkowski. A produção hollywoodiana tinha previsão de estreia para 2017 e seria dirigida pelo polonês Tomasz Bagiński, responsável pelo curta animado The Cathedral (indicado ao Oscar em 2003). Thania St. John, dos seriados Grimm e Chicago Fire, trabalharia no roteiro. Em 17 de maio de 2017, no entanto, foi anunciado que Sean Daniel e Jason Brown, produtores executivos do projeto, chegaram a um acordo com a Netflix para a produção de uma série de televisão dramática na língua inglesa, e que Sapkowski será um dos consultores criativos. Tomasz Bagiński, que era o principal responsável pelo desenvolvimento do filme e que dirigiu os vídeos introdutórios dos três jogos The Witcher, dirigirá ao menos um episódio da série por temporada e, ao lado de Jarek Sawko, encabeçará o projeto. A Platige Image, produtora polonesa de efeitos especiais da qual Bagiński e Sawko fazem parte, vai coproduzir o seriado.

## Jogos

### Jogos de RPG de mesa
Um jogo de RPG de mesa baseado nos livros de Sapkowski, intitulado Wiedźmin: Gra Wyobraźni (The Witcher: A Game of Imagination), foi publicado pela MAG em 2001. Outro jogo de mesa, desta vez com base nos populares jogos eletrônicos, produzido pela R. Talsorian Games, foi lançado lançado em 2018.

### Jogos eletrônicos
A série de jogos The Witcher, que dá segmento aos acontecimentos dos livros, conta com 3 títulos principais, os quais foram todos desenvolvidos pela CD Projekt RED e distribuídos pela CD Projekt na Polônia e, mais recentemente, pela Warner Bros. Interactive Entertainment para o resto do mundo. Os jogos acabaram por difundir o termo "The Witcher" pelo mundo e gerar novas adaptações.

### Jogos de cartas
Em 2007, a Kuźnia Gier desenvolveu dois jogos de cartas baseados no jogo eletrônico The Witcher, da CD Projekt. O primeiro, Wiedźmin: Przygodowa Gra Karciana (The Witcher: Adventure Cardgame), foi propriamente publicado pela Kuźnia Gier; o outro, Wiedźmin: Promocyjna Gra Karciana (The Witcher Promo Card Game), foi adicionado na edição de colecionador do game The Witcher em alguns países. Outro jogo de cartas, o Gwent, que tornou-se imensamente popular por estar dentro do aclamado game The Witcher 3: Wild Hunt, teve sua versão física acompanhada de algumas versões de suas expansões. No Gwent, os jogadores podem desafiar (ou comprar) diversos personagens do game para conseguir novas cartas.

### Jogo de tabuleiro
A CD Projekt e a Fantasy Flight Games lançaram em 2014 o jogo de tabuleiro The Witcher Adventure Game, em formas físicas e digitais. A versão digital está disponível para Microsoft Windows, OS X, Android e iOS.